# Transmitancja operatorowa
Transmitancja operatorowa (funkcja przejścia, {\displaystyle G(s)}) – stosunek transformaty Laplace’a sygnału wyjściowego do transformaty Laplace’a sygnału wejściowego układu przy zerowych warunkach początkowych:
{\displaystyle G(s)={\frac {Y(s)}{U(s)}}.}
Transmitancja jest częstotliwościowym modelem układu (w postaci zasadniczej określonym w dziedzinie s). Określa ogólne własności stacjonarnego układu liniowego o jednym wejściu i jednym wyjściu, niezależne od rodzaju wymuszenia. Dla układu wielowymiarowego o {\displaystyle n} wejściach i {\displaystyle m} wyjściach można określić {\displaystyle m} x {\displaystyle n} transmitancji wiążących każde wyjście z każdym wejściem.

## Transmitancje układów ciągłych
Dla układów opisanych liniowymi równaniami różniczkowymi o stałych współczynnikach:
{\displaystyle a_{n}{\frac {d^{n}y}{dt^{n}}}+a_{n-1}{\frac {d^{n-1}y}{dt^{n-1}}}+\ldots +a_{1}{\frac {dy}{dt}}+a_{0}y=b_{m}{\frac {d^{m}u}{dt^{m}}}+\ldots +b_{1}{\frac {du}{dt}}+b_{0}u}
transmitancja operatorowa jest funkcją wymierną zmiennej zespolonej {\displaystyle s}, tzn. można ją przedstawić za pomocą ilorazu dwóch wielomianów:
{\displaystyle G(s)={\frac {Y(s)}{U(s)}}={\frac {b_{m}s^{m}+b_{m-1}s^{m-1}+\ldots +b_{1}s+b_{0}}{a_{n}s^{n}+a_{n-1}s^{n-1}+\ldots +a_{1}s+a_{0}}},}
gdzie dla układów realizowalnych fizycznie {\displaystyle m\leqslant n.} Transmitancja operatorowa, w której stopień licznika jest mniejszy lub równy stopniowi mianownika nazywamy transmitancją właściwą a jeśli stopień licznika jest mniejszy niż stopień mianownika – transmitancją ściśle właściwą.

## Transmitancje układów dyskretnych
Ponieważ w układach dyskretnych czas jest zmienną nieciągłą, więc podstawowe równanie stanu układu ma postać równania różnicowego, a nie różniczkowego (zobacz też opis typu wejście-wyjście). Niech równanie różnicowe będzie miało postać:
{\displaystyle {\begin{aligned}&y(k+n)+a_{n-1}y(k+n-1)+\ldots +a_{1}y(k+1)+a_{0}y(k)\\[1ex]={}&b_{m}u(k+m)+\ldots +b_{1}u(k+1)+b_{0}u(k).\end{aligned}}}
Zastosowanie przekształcenia Laplace’a do układów impulsowych daje w efekcie nieskończone szeregi, co zwykle nie jest wygodne w obliczeniach dlatego transmitancja operatorowa układów dyskretnych opiera się o przekształcenie Z. Transmitancją impulsową układu dyskretnego nazywa się stosunek transformaty Z odpowiedzi układu do transformaty Z sygnału wejściowego, przy zerowych warunkach początkowych. Transmitancja impulsowa, ze zmienną zespoloną z, odpowiadająca powyższemu równaniu różnicowemu ma więc postać:
{\displaystyle G(z)={\frac {Y(z)}{U(z)}}={\frac {b_{m}z^{m}+b_{m-1}z^{m-1}+\ldots +b_{1}z+b_{0}}{z^{n}+a_{n-1}z^{n-1}+\ldots +a_{1}z+a_{0}}}.}

## Zera i bieguny transmitancji
- Pierwiastki licznika transmitancji określane są zerami transmitancji (lub zerami układu, który ta transmitancja opisuje).

- Przyrównując mianownik transmitancji do zera, otrzymujemy tzw. równanie charakterystyczne. Pierwiastki mianownika transmitancji (czyli odpowiadającego jej równania charakterystycznego) określa się mianem biegunów transmitancji (lub biegunów układu, który ta transmitancja opisuje) albo też mianem wartości własnych układu (opisanych przez tę transmitancję).

## Wyznaczanie eksperymentalne
Załóżmy, że mamy dany stacjonarny liniowy układ dynamiczny. Na jego wejście podano sygnał wymuszający {\displaystyle u(t)} i na wyjściu uzyskano odpowiedź {\displaystyle y(t).} Jeżeli dokonamy transformaty Laplace’a funkcji opisujących sygnał wejściowy i wyjściowy
{\displaystyle Y(s)={\mathcal {L}}\{y(t)\}}
{\displaystyle U(s)={\mathcal {L}}\{u(t)\}}
i podzielimy otrzymane transformaty to otrzymamy transmitancję układu {\displaystyle G(s){:}}
{\displaystyle G(s)={\frac {Y(s)}{U(s)}}.}
Badanie układu o nieznanych właściwościach dokonuje się poprzez podanie na jego wejście sygnału (najczęściej skok jednostkowy) i wyznaczenie przebiegu sygnału wyjściowego, przybliżanego funkcją matematyczną, której znajomość pozwala na określenie transmitancji. Na podstawie znajomości funkcji przejścia można wyznaczyć sygnał jaki uzyskamy na wyjściu układu dla dowolnego sygnału wejściowego. Wystarczy dokonać odwrotnej transformaty Laplace’a:
{\displaystyle y(t)={\mathcal {L}}^{-1}\{U(s)\cdot G(s)\},}
gdzie {\displaystyle G(s)} jest transmitancją układu, a {\displaystyle U(s)} transformatą Laplace’a sygnału wejściowego.
Innym częstym zastosowaniem transmitancji jest wyznaczanie wartości, do której zmierza sygnał wyjściowy układu przy zadanym wejściu. Korzysta się wtedy z własności granicznych transformaty Laplace’a (twierdzenie o wartości granicznej):
{\displaystyle y(\infty )=\lim _{t\to \infty }y(t)=\lim _{s\to 0}(s\cdot G(s)\cdot U(s)),}
gdzie {\displaystyle y(t)} oznacza przebieg sygnału wyjściowego w czasie, a {\displaystyle U(s)} transformatę Laplace’a sygnału wejściowego.

## Zastosowanie dla potrzeb przetwarzania sygnałów
Stosując podstawienie {\displaystyle s=j\omega ,} można przekształcić transmitancję {\displaystyle H(s)} w zależność {\displaystyle H(j\omega )} pozwala wyznaczyć odpowiedź układu dynamicznego na dowolny sygnał wejściowy reprezentowany przez złożenie harmonicznych składowych sinusoidalnych.
Pojedyncza zespolona składowa harmoniczna o amplitudzie {\displaystyle A_{we},} pulsacji {\displaystyle \omega } i fazie {\displaystyle p_{we}}
{\displaystyle x(t)=A_{we}e^{j(\omega t+p_{we})},}
(gdzie {\displaystyle j} oznacza jednostkę urojoną), generuje odpowiedź na wyjściu układu w postaci sygnału sinusoidalnego o amplitudzie {\displaystyle A_{wy}} i fazie {\displaystyle p_{wy}{:}}
{\displaystyle y(t)=A_{wy}e^{j(\omega t+p_{wy})}.}
Warto zwrócić uwagę na fakt, że częstotliwość {\displaystyle \omega } pozostała taka sama, jedynie amplituda i faza sygnału uległy zmianie w układzie. Transmitancja {\displaystyle H(j\omega )} opisuje charakter tych zmian w całym spektrum częstotliwości (tj. dla każdej częstotliwości {\displaystyle \omega }). Moduł transmitancji opisuje wzmocnienie układu:
{\displaystyle {\frac {A_{wy}}{A_{we}}}=|H(j\omega )|,}
a argument tej transmitancji opisuje przesunięcie fazowe wprowadzane przez układ:
{\displaystyle p_{wy}-p_{we}=\arg(H(j\omega )).}
Transmitancja {\displaystyle H(j\omega )} może zostać też wyznaczona za pomocą transformat Fouriera.
Dla przypadku układów dyskretnych wyrażenie
{\displaystyle {\frac {y(i)}{u(i)}}=z^{-k}\left.{\frac {B(z^{-1})}{A(z^{-1})}}\right|_{z=e^{j\omega T_{p}}}=K(e^{-j\omega T_{p}})}
definiuje dyskretną transmitancję widmową.

## Opisy alternatywne
Transmitancja operatorowa (obok odpowiedniego równania różniczkowego i całki splotowej) to jeden ze sposobów opisu typu wejście-wyjście stosowany dla układów (obiektów, członów, elementów) regulacji. Kolejną alternatywę stanowi opis z wykorzystaniem równań stanu.

## Powiązanie transmitancji z równaniami stanu
Różnym postaciom opisu w przestrzeni stanów może odpowiadać jeden opis transmitancyjny, a z drugiej strony dla danej transmitancji istnieje nieskończenie wiele opisów w przestrzeni stanów (tym niemniej spośród różnych możliwych sposobów wyboru zmiennych stanu kilka jest szczególnie ciekawych).

## Macierz transmitancji
Rozszerzenie koncepcji transmitancji operatorowej na układy o wielu wejściach i wyjściach uzyskuje się przez wprowadzenie macierzy transmitancji.

## Ograniczenia opisu transmitacyjnego
Za klasyczny uchodzi opis z wykorzystaniem transmitancji operatorowej. Transmitancja w przeciwieństwie do równań stanu zakłada domyślnie zerowy stan początkowy. Określa ogólne własności stacjonarnego układu liniowego, ale tylko o jednym wejściu i jednym wyjściu. Dla układu wielowymiarowego o {\displaystyle n} wejściach i {\displaystyle m} wyjściach można określić {\displaystyle m} x {\displaystyle n} transmitancji wiążących każde wyjście z każdym wejściem, jednak w praktyce opis układów wielowymiarowych za pomocą transmitancji nie jest wygodny. Transmitacją nie można też opisać układów nieliniowych i układów niestacjonarnych. W porównaniu z opisem typu wejście-wyjście opis równaniami stanu daje dużo więcej informacji o modelowanym obiekcie, o jego sposobie funkcjonowania, o tym co się dzieje wewnątrz obiektu. Z powyższych względów w nowoczesnej teorii sterowania popularność zyskał opis z wykorzystaniem równań stanu, którym można opisać układy nieliniowe, układy niestacjonarne i który lepiej nadaje się do opisu układów wielowymiarowych.

## Zastosowania
Transmitancji używa się często dla uproszczenia obliczeń związanych z projektowaniem układu złożonego z wielu elementów, głównie w:
- automatyce (teoria sterowania)
- elektrotechnice (teoria obwodów)
- elektronice (teoria sygnałów)
- inżynierii mechanicznej (teoria układów dynamicznych).

## Rys historyczny
Gwałtowne rozprzestrzenianie się telegrafii, a następnie telefonii od połowy XIX wieku pobudzało do podejmowania rozlicznych badań nad zachowaniem się obwodów elektrycznych. Przez kilka lat począwszy od 1888 roku brytyjski inżynier Oliver Heaviside publikował swoje artykuły na temat rachunku operatorowego. Można w zasadzie powiedzieć, że w latach 1892–1898 Oliver Heaviside wynalazł rachunek operatorowy, przebadał zachowania systemu w stanie nieustalonym i wprowadził pojęcie odpowiadające późniejszej transmitancji. Chociaż jego metody dawały przekonujące wyniki dla odpowiedzi układów elektrycznych w stanie nieustalonym, został on ostro skrytykowany przez współczesnych mu matematyków za brak należytego rygoru i ostatecznie wyklęty przez swoje ówczesne środowisko naukowe.
Rozwój rachunku operatorów jako metod umożliwiających rozwiązywanie pewnych typów równań różniczkowych na gruncie algebraicznym datuje się od początku XIX w. W takim ujęciu został on rozpowszechniony przez Olivera Heaviside’a (1892, 1899), który stosował rachunek operatorów w zagadnieniach elektrotechnicznych, sprowadzając równania różniczkowe do równań algebraicznych. Dopiero w latach 20. i 30. XX wieku ideę Heaviside’a (pojęcie odpowiadające późniejszej transmitancji) powiązano z przekształceniami całkowymi Fouriera i Laplace’a (Bromwich, Carson, van der Pol, Doetsch), co spowodowało, że pojawiły się szersze możliwości wykorzystania rachunku operatorów w wielu zagadnieniach fizyki i techniki, a także w zagadnieniach automatycznej regulacji układów mechanicznych. Doszukanie się tych powiązań dowiodło też ostatecznie słuszności metod Heaviside’a.
Pewne ograniczenia stosowalności przekształceń całkowych, a przede wszystkim rozwój analizy funkcjonalnej skłoniły matematyków do poszukiwania nowych koncepcji rachunku operatorowego. Całkowity nawrót do pierwotnego operatorowego punktu widzenia obserwujemy np. u Jana Mikusińskiego. Daje on ścisłe uzasadnienie rachunku operatorów Heaviside’a, bez odniesienia do przekształcenia Laplace’a. Dalsze prace nad nowymi ogólnymi podstawami rachunku operatorów, nawiązują również w pewnym sensie do koncepcji Heaviside’a.
Klasyczny rachunek operatorów, jako narzędzie matematyczne, jest w szerokim zakresie wykorzystywany w teorii liniowych układów dynamicznych. Jest jedną z dziedzin współczesnej matematyki, która swoje znaczenie zawdzięcza w zdecydowanej mierze właśnie zastosowaniom technicznym. Stosowanie metod operatorowych znacznie upraszcza obliczenia i prowadzi do rozwiązań w postaci bardzo dogodnej do dalszej analizy i syntezy układu. Dzięki swej prostocie i efektywności, a także wskutek wielu zalet w porównaniu z innymi metodami, rachunek operatorów stał się jedną z podstawowych metod badania układów dynamicznych, mimo wielu ograniczeń nakładanych na wielkości wejściowe i wyjściowe układu.